# Concelho de São Domingos
Concelho de São Domingos (portugisiska: São Domingos) är en kommun i Kap Verde. Den ligger i den södra delen av landet, 10 km norr om huvudstaden Praia. Antalet invånare är 13 699. Arean är 148 kvadratkilometer. Concelho de São Domingos ligger på ön Santiago. Concelho de São Domingos gränsar till Praia, Concelho de Ribeira Grande de Santiago, São Lourenço dos Órgãos och Santa Cruz. 
Terrängen i Concelho de São Domingos är kuperad.
Följande samhällen finns i Concelho de São Domingos:
- São Domingos

Omgivningarna runt Concelho de São Domingos är en mosaik av jordbruksmark och naturlig växtlighet.